# Heide Fasnacht
Heide Fasnacht (* 12. Januar 1951 in Cleveland, Ohio) ist eine US-amerikanische Zeichnerin und Installationskünstlerin.

## Leben
Fasnacht ist in Cleveland geboren, hat den Bachelor an der Rhode Island School of Design und den Master an der New York University gemacht.
Ihre Themen sind Gebäude und Straßen, Explosionen, Paraden und Feuerwerk.
Fasnacht lehrte an der University of California, Los Angeles, der University of Texas at Tyler, der Harvard University und der Princeton University. Derzeit ist sie Professorin an der Parsons The New School for Design.

## Ausstellungen

### Einzelausstellungen (Auswahl)
- ab September 2013 Qbox Gallery, Athen, Griechenland
- 2012 Loot, Kent Fine Art, NYC
- 2012 Artist’s Lecture Museum of Fine Arts, Boston
- 1979 MoMA PS1, New York

### Gruppenausstellungen (Auswahl)
- 2013 Kent Fine Art, New York City
- 2009 Preview Berlin, Berlin
- 2007 ARCO, Madrid Spanien
- 2007 Close Looking Kent Gallery, New York City
- 2005 Tableaux-écrans Galerie les Filles du Calvaire, Paris & Brussels. Kurator: Catherine Perret
- 1994 Mapping. Museum of Modern Art, New York. Kurator: Robert Storr
- 1994 Low Tech Cragg, Fasnacht, Lipski. Circa Gallery, University of Texas at Arlington
- 1993 Material Identity Sculpture Between Nature and Culture: Tony Cragg, Heide Fasnacht, Carol Hepper and Gene Highstein. Portland Art Museum, Portland
- 1993 In Search of Form Sculpture of John Duff, Heide Fasnacht, Anthony Gormley, Judith Shea and Mark Lere. Weatherspoon Art Gallery, University of North Carolina at Greensboro
- 1986 Sculpture on the Wall Aldrich Museum of Contemporary Art, Ridgefield
- 1977 documenta 6, Kassel

## Auszeichnungen (Auswahl)
- 2010 (und 1999) The Pollock-Krasner Foundation Award
- 2006 Montalvo Arts Center Stipendium
- 2003 Rockefeller-Stiftung,  Bellagio Center in Bellagio, Italien
- 2001 Preisträger Adolph and Esther Gottlieb Foundation
- 1990 Guggenheim-Stipendium von der John-Simon-Guggenheim-Gedächtnis-Stiftung
- 1986 Louis Comfort Tiffany Stiftung
- 1984 Edward F. Albee Foundation, Inc.